# Annie-Laure Suc
Annie-Laure Suc (ur. 6 stycznia 1960) – francuska judoczka. Brązowa medalistka mistrzostw Europy w 1977. Wicemistrzyni Francji w 1977 roku.